# BMA (Italië)
BMA is een historisch merk van motorfietsen.
Dit was een Italiaans fabriekje waar 125 en 250 cc terreinmachines gebouwd werden. Het werd opgericht in 1977 in Rome. Wanneer de productie eindigde is niet bekend.